# Ave Caesar, morituri te salutant
Ave Caesar, morituri te salutant è un dipinto dell'artista francese Jean-Léon Gérôme, realizzato nel 1859. L'opera è conservata alla galleria d'arte dell'università di Yale di New Haven.

## Storia
Jean-Léon Gérôme vide per la prima volta il Colosseo nel 1843, quando era in viaggio a Roma, e da allora ha ripetutamente raffigurato dei duelli tra gladiatori nei suoi dipinti, studiando le armi antiche e visitando gli scavi archeologici. Il primo ottobre 1859, nello stesso anno di realizzazione del dipinto, ne venne tratta una fotografia per la società Goupil & Cie, oggi esposta al museo Condé di Chantilly. Nello stesso anno, il dipinto fu esposto al Salone di Parigi, assieme ad altri due dipinti dell'autore, ovvero La morte di Cesare e Re Candaule. Il dipinto si rivelò un successo e contribuì alla fama di Gérôme.
Nel 1925, Cornelius Rahston Love Junior donò la tela alla galleria d'arte di New Haven, nel Connecticut, dove si trova attualmente.

## Descrizione
Il titolo del dipinto è una frase latina che significa: "Salve Cesare, coloro che stanno per morire ti salutano" e che si ispira alle parole attribuite da Gaio Svetonio Tranquillo ai prigionieri che si rivolsero al principe Claudio prima di una naumachia (Ave Imperator morituri te salutant). L'opera raffigura l'inizio dei giochi dei gladiatori, che salutano l'imperatore Vitellio che osserva dalla sua tribuna, accanto a delle Vestali. La sabbia dell'arena, che ricorda l'anfiteatro Flavio, è macchiata di sangue e varie armi sono sparse qua e là. In realtà il Colosseo fu inaugurato nel 80 d.C. da Tito, figlio di Vespasiano, e quindi dopo la morte di Vitellio. Lo scrittore francese Charles Baudelaire descrisse l'imperatore del dipinto come un macellaio o un mercante di vino obeso, dall'aspetto incompatibile con la nobiltà innata che gli spettava.

## Nella cultura di massa

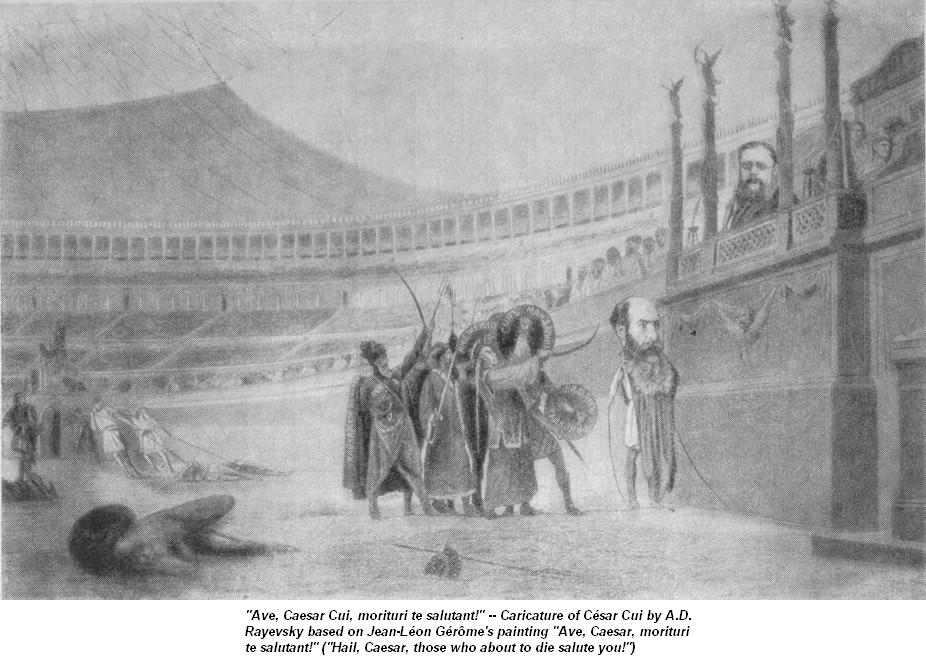
La vignetta di Raevskij che si rifà al dipinto Ave Caesar, morituri te salutant.

Il dipinto venne parodiato in una vignetta del vignettista russo Raevskij, nella quale l'imperatore è sostituito dal compositore russo Cezar' Antonovič Kjui e i gladiatori sono sostituiti dai personaggi di alcune sue opere, come William Ratcliff e Il figlio del mandarino.